# Chris Abbott
Christen "Chris" Abbott, född 24 oktober 1983 i Sarnia, Ontario, är en kanadensisk före detta ishockeyspelare (forward) som numera är General Manager i HV71.

## Karriär
Chris började spela ishockey i Lambton Lightning tillsammans med sin tvillingbror Cameron "Cam" Abbott (som är några minuter äldre.) De har sedan följts åt genom hela karriären. Chris började sin karriär i WOJCHL med Sarnia Blast 2001/2002 och spelade sedan med Cornell University Big Red i fyra säsonger, 2002/2003 till och med 2005/2006. Säsongen 2006/2007 spelade Chris 47 matcher med Bossier-Shreveport Mudbugs i CHL, fyra matcher med Stockton Thunder i ECHL och en match med Las Vegas Wranglers i ECHL.
Inför säsongen 2007/2008 valde Chris och hans tvillingbror Cam att pröva lyckan i Europa, i den norska ligan med laget Frisk Asker. Där gjorde de succé och Chris gjorde 75 poäng (32+43) på 42 matcher. Detta ledde att Rögle BK fick syn på dem och värvade båda tvillingarna till Sveriges högsta liga, Elitserien. Cam och Chris kom etta respektive tvåa i Rögles poängliga säsongen 2008/2009. 
Säsongerna 2009/2010-2014/2015 spelade tvillingarna i Luleå HF, och Chris var lagets (första icke-svenska) lagkapten 2012-2015.
Den 12 juli 2017 meddelade Abbott officiellt att han lägger av.

## Meriter
- Elitserien - Flest "game winning goals" 2011
- Norska ligan - Flest poäng 2008
- Norska ligan - Flest assist 2008
- NCAA (ECAC) - Mästare 2005
- NCAA (ECAC) - Mästare 2003
- European Trophy - Mästare 2012
- Elitserien - SM-silver 2013
- Champions Hockey League - Mästare 2015
- SHL - Mästare 2017 med HV71

## Klubbar
- Sarnia Blast 2001 - 2002 WOJCHL
- Cornell Big Red 2002 - 2006 NCAA
- Bossier-Shreveport Mudbugs 2006 - 2007 CHL
- Stockton Thunder 2006 - 2007 ECHL
- Las Vegas Wranglers 2006 - 2007 ECHL
- Frisk Asker 2007 - 2008 Norska ligan
- Rögle BK 2008 - 2009 Elitserien
- Luleå HF 2009 - 2015 Elitserien/SHL
- HV71 2015 - 2017 SHL